# Brachytheciastrum
Brachytheciastrum, rod pravih nmahovina iz porodice Brachytheciaceae opisan 2002.(2003). pripada mu 9 vrsta, poglavito po Sjevernoj Americi i Europi, dijelovima Azije, na Novom Zelandu, sjeverozapadu Afrike i na jugu Južne Amerike.

## Vrste
1. Brachytheciastrum collinum (Schleich. ex Müll. Hal.) Ignatov & Huttunen
2. Brachytheciastrum delicatulum (Flowers) Ignatov
3. Brachytheciastrum dieckii (Röll) Ignatov & Huttunen
4. Brachytheciastrum leiopodium (Broth.) Ignatov
5. Brachytheciastrum olympicum (Jur.) Vanderp., Ignatov, Huttunen & Goffinet
6. Brachytheciastrum salicinum (Schimp.) Orgaz, M.J. Cano & J. Guerra
7. Brachytheciastrum trachypodium (Brid.) Ignatov & Huttunen
8. Brachytheciastrum umbilicatum (Jur. & Milde) Orgaz, M.J. Cano & J. Guerra
9. Brachytheciastrum velutinum (Hedw.) Ignatov & Huttunen